# MotorStorm: Pacific Rift
MotorStorm: Pacific Rift, precedentemente conosciuto come MotorStorm 2 e MotorStorm Pacifica, è un videogioco racing arcade fuoristrada sviluppato da Evolution Studios e pubblicato da Sony Computer Entertainment in esclusiva per PlayStation 3. Questo videogioco è il sequel dell'originale MotorStorm. Venne annunciato da Sony dopo che acquisì Evolution Studios, con una data anticipata di pubblicazione nel 2008. È stato confermato che nel gioco sarà usata una versione modificata dell'originale motore grafico di MotorStorm. Sony il 1º ottobre 2012 ha chiuso ufficialmente i server del gioco.

## Sviluppo
Il 12 marzo 2008, Sony Computer Entertainment Europe ha annunciato che MotorStorm: Pacific Rift sarebbe stato commercializzato esclusivamente per PlayStation 3 nell'autunno dello stesso anno. Il titolo abbandona le ambientazioni desertiche a favore di ambienti tropicali, nei quali saranno presenti corsi d'acqua, vegetazione ed altro ancora. Di ritorno sono i veicoli già visti nel capitolo precedente: moto, quad, buggy, macchine da rally, pick-up da corsa, fuoristrada e autocarri, più i nuovi Monster truck.
I portavoce ufficiali di Sony avevano rivelato che, a differenza del capitolo precedente, l'intelligenza artificiale degli avversari sarebbe stata decisamente più aggressiva e che faranno di tutto pur di buttare il giocatore fuori strada. Inoltre, il direttore creativo Paul Hollywood aveva aggiunto che il più grande nemico nel gioco sarebbe stato rappresentato dall'isola dove lo stesso è ambientato, poiché bisogna stare attenti alla fitta vegetazione, ai cambiamenti climatici, alle cascate e ad altri fenomeni naturali catastrofici che ostacoleranno il cammino del giocatore, come per esempio le eruzioni vulcaniche. Paul Hollywood aveva garantito inoltre la presenza di 16 tracciati e di 20 veicoli utilizzabili di diverso genere. A differenza del primo capitolo, MotorStorm: Pacific Rift avrà una modalità multiplayer off-line in split-screen per quattro giocatori in aggiunta, ovviamente, alla classica competizione online, questa volta per 20 giocatori.

## Accoglienza
La rivista Play Generation lo classificò come il quarto miglior gioco di guida del 2008.